# A mágia fénye
A mágia fénye fantasy-paródia regény, mely Terry Pratchett tollából született. Eredeti nyelve angol, először 1986-ban jelent meg az angliai könyvesboltok polcain, The Light Fantastic címmel. A Korongvilág sorozat második tagja, egyike a kevés, szakaszokra bontott Korongvilág regénynek.
A magyar fordítás 1998-ban jelent meg. (Második kiadás: ISBN 963-9110-86-8)
Érdekesség, hogy a magyar kiadás borítója felcserélődött az előző Korongvilág regényével (A mágia színe), az angol változathoz képest.

## Szereplők
- Széltoló
- Kétvirág
- Poggyász
- Cohen, a Barbár

## Helyszínek
- Ankh-Morpork
- Tömlöc Létsíkok

## Magyarul
- A mágia fénye. Fantasy regény; ford. Sohár Anikó, Nemes István; Cherubion, Debrecen, 1998 (Osiris könyvek)

## Hangoskönyv
A magyar nyelvű hangoskönyv Rudolf Péter közreműködésével 2009-ben készült el. (ISBN 978-963-09-6057-1)

## Kulturális utalások
A könyv eredeti címe, The Light Fantastic John Milton 1631-es L’Allegro című költeményéből származik:
```
Haste thee, nymph, and bring with thee
Jest and youthful Jollity
Quips and Cranks, and wanton Wiles
Nods, and Becks, and wreathed Smiles
Such as hang on Hebe’s neck
And love to live in dimple sleek
Sport that wrinkled Care derides
And Laughter holding both his sides
Come and trip it as ye go
On the Light Fantastic toe.

```